# In the Sunset Country (film, 1915, Cooley)
Pour les articles homonymes, voir In the Sunset Country.
Pour plus de détails, voir Fiche technique et Distribution.
In the Sunset Country (littéralement : Au pays du coucher du soleil) est un film muet américain réalisé par Frank Cooley, sorti en 1915.
Un autre film réalisé par Burton L. King portant ce même titre est sorti la même année, le 11 septembre.

## Fiche technique
- Titre : In the Sunset Country
- Réalisation : Frank Cooley
- Scénario :
- Producteur :
- Société de production : American Film Manufacturing Company
- Société de distribution : Mutual Film
- Pays de production :  États-Unis
- Langue : Anglais
- Métrage : 600 m
- Format : Noir et blanc — 35 mm — 1,33:1 — Muet
- Genre : Western
- Durée : 20 minutes
- Dates de sortie : 
  - États-Unis : 17 décembre 1915

## Distribution
- Forrest Taylor : Hal Newcomb
- Lizette Thorne (en) : Helen, la maîtresse d'école
- Nell Franzen (en) : Madge aka l'âme perdue
- Warren Ellsworth : Mark Henley
- Frank Cooley